# Pikku Svierkkujärvi
Pikku Svierkkujärvi är en sjö i Gällivare kommun i Lappland och ingår i Kalixälvens huvudavrinningsområde. Sjön har en area på 0,607 kvadratkilometer och ligger 458 meter över havet. Pikku Svierkkujärvi ligger i Stubba Natura 2000-område. Sjön avvattnas av vattendraget Sverkojåkkå.

## Delavrinningsområde
Pikku Svierkkujärvi ingår i det delavrinningsområde (746170-168453) som SMHI kallar för Utloppet av Pikku Svierkkujärvi. Medelhöjden är 469 meter över havet och ytan är 4,49 kvadratkilometer. Det finns inga avrinningsområden uppströms utan avrinningsområdet är högsta punkten. Sverkojåkkå som avvattnar avrinningsområdet har biflödesordning 4, vilket innebär att vattnet flödar genom totalt 4 vattendrag innan det når havet efter 262 kilometer. Avrinningsområdet består mestadels av skog (53 procent) och sankmarker (33 procent). Avrinningsområdet har 0,61 kvadratkilometer vattenytor vilket ger det en sjöprocent på 13,5 procent.